# Michael Kalu Ukpong
Michael Kalu Ukpong (* 15. Dezember 1964 in Amaekpu Ohafia) ist ein nigerianischer römisch-katholischer Geistlicher und Bischof von Umuahia.

## Leben
Michael Kalu Ukpong besuchte zunächst das Knabenseminar in Ahiaeke studierte anschließend an den Priesterseminaren in Owerri und Ikot Ekpene. Am 7. August 1993 spendete ihm Bischof Lucius Iwejuru Ugorji das Sakrament der Priesterweihe für das Bistum Umuahia.
Nach einem Kaplansjahr in der Pfarrseelsorge war er bis 1996 persönlicher Sekretär des Bischofs. Anschließend war er neben weiteren Tätigkeiten in der Pfarrseelsorge von 1999 bis 2001 Herausgeber der Bistumszeitung Lumen Newspaper. Im Jahr 2004 ging er für weiterführende Studien nach Deutschland. Zunächst studierte er Kanonisches Recht am Klaus-Mörsdorf-Institut für Kanonistik der Ludwig-Maximilians-Universität München. Von 2008 bis 2014 studierte er an der Universität Regensburg, an der er in Kirchenrecht promoviert wurde. Während dieser Zeit war er zudem von 2008 bis 2011 in der Pfarrseelsorge in Reinhausen und 2011 bis 2013 in Ascholtshausen tätig. Von 2013 bis 2016 war er Seelsorger in der Pfarreiengemeinschaft Beratzhausen-Pfraundorf. Nach der Rückkehr in die Heimat leitete er von 2016 bis 2018 die Coronata-Oberschule in Asaga Ohafia. Seit 2018 war er Pfarrer in Umuahia und Kanzler der Diözesankurie.
Papst Franziskus ernannte ihn am 30. Mai 2020 zum Titularbischof von Igilgili und zum Weihbischof in Umuahia. Die Bischofsweihe spendete ihm der Apostolische Nuntius in Nigeria, Erzbischof Antonio Filipazzi, am 30. Juli desselben Jahres in der Kathedrale von Umuahia. Mitkonsekratoren waren der Erzbischof von Owerri, Anthony John Valentine Obinna, und der Bischof von Umuahia, Lucius Iwejuru Ugorji.
Nach der Ernennung von Lucius Iwejuru Ugorji zum Erzbischof von Owerri am 6. März 2022 wurde er zum Diözesanadministrator des Bistums Umuahia gewählt. Am 1. November 2022 ernannte ihn Papst Franziskus zum Bischof von Umuahia. Die Amtseinführung fand am 2. Februar des folgenden Jahres statt.